# Voltigeurs de Châteaubriant
Voltigeurs de Châteaubriant là một câu lạc bộ bóng đá Pháp có trụ sở tại xã Châteaubriant, Loire-Atlantique. Câu lạc bộ thi đấu các trận đấu trên sân nhà của họ tại Stade de la Ville en Bois, có sức chứa 3.000 người.

## Lịch sử
Voltigeurs de Châteaubriant được thành lập vào năm 1907 và bộ phận bóng đá xuất hiện vào khoảng năm 1920. Ban đầu câu lạc bộ cũng có các bộ phận thể dục dụng cụ và quần vợt, nhưng chúng không còn hoạt động.
Đội bóng đá đã chơi ở các giải đấu khu vực trong phần lớn sự tồn tại của nó, với mức độ thành công khác nhau. Châteaubriant đã giành chiến thắng giải Division d'Honneur (DH) vào năm 1958 nhưng từ chối thăng hạng lên hạng tiếp theo, cho phép Stade Brestois 29 được thăng hạng ở vị trí của họ. Đây là danh hiệu giải đấu duy nhất của họ cho đến năm 1991, khi câu lạc bộ giành được giải Atlant Atlantique, qua đó được thăng hạng lên Division 4, tương đương với CFA hiện tại. Năm 1993, như là một phần của việc tái cấu trúc hệ thống giải đấu của Pháp, câu lạc bộ đã được chuyển đến National 3 mới thành lập, tầng thứ năm của kim tự tháp. Sự xuống hạng trở lại các bộ phận khu vực theo sau vào năm 1997.
Mùa giải 2013-14 và 2014-15 đã chứng kiến Châteaubriant đạt được những thành công liên tiếp, chiến thắng DH Atlantique và sau đó là CFA 2 bảng A, lần đầu tiên trở lại giải hạng tư của bóng đá Pháp trong hơn 20 năm.

## Danh hiệu
- Division d'Honneur Ouest: 1957-58
- Division d'Honneur Atlantique: 1990–91, 2003–04, 2013–14
- Championnat de France Amateur 2 Bảng A: 2014-15